# Anders Høiris
Anders Holdt Høiris (født 1. august 1953) er en dansk erhvervsmand, direktør og tidligere kommunalpolitiker. Han har været direktør i bl.a. mode- og elektronikvirksomheder. Han sidder i bestyrelsen i en række virksomheder og formand for Brdr. Christensen og næstformand for Migatronic A/S samt Det Københavnske Teatersamarbejde.

## Karriere
Høiris er uddannet cand.merc. på Syddansk Universitet. Han har desuden en MBA fra University of California. Han var medejer af reklamebureauet Egebjerg og direktør for sammen indtil det blev solgt til Grey-koncernen og fusionerede med Heimburger og blev til La Familia. Fra 1999 til 2001 var han administrerende direktør i tøjfirmaet Carli Gry International, og var bagmanden bag fusionen med InWear til firmaet IC Companys. Han var efterfølgende vicedirektør for  Companys frem til 2003. Som formand for Intersport forsøgte han i 2005 at fusionere med Sportmaster, men dette projekt lykkedes ikke. Han blev ansat som direktør for højtalervirksomheden Jamo i 2002, hvor hans skulle vende den negative udvikling med faldende omsætning for virksomheden. Da det norske FSN Capital trak sig som investor i 2004 fik han Klipsch Audio Technologies til at overtage virksomheden, og opsagde derefter sin stilling.
I d. 1. august 2012 tiltrådte han som direktør i den nystiftede interesseorganisation Business LF, der markedsfører Lolland-Falster. I forbindelse med ansættelsen flyttede han til Sundby på Lolland. Han opsagde sin stilling fra januar 2014 for at tilbringe mere tid med familien.
Han underviser i markedsføring og afsætningsøkonomi på Copenhagen Business School.
Han er og har været aktiv i en række bestyrelser, heriblandt en bestyrelsespost i uddannelsesvirksomheden TACK International Danmark A/S, Formandsposten i Brdr Christensen fra 2017, Næstformand i Migatronic A/S, og Næstformand for Københavnske Teatersamarbejde. Høiris er interesseret i historie og arkæologi, og i 2010 blev han formand for frilandsmuseet, forsøgs- og forskningscentret Middelaldercentret ved Nykøbing Falster efter at have siddet i bestyrelsen i fire år. Han overtog posten efter John Brædder, der er borgmester i Guldborgsund Kommune, og han var formand frem til 2016. Høiris har desuden været næstformand for Nørrebro Teater inden han tiltrådte stillingen som formand. Han har været formand for LEGO Wear, som er LEGOs tøjfirma og næstformand i Danmarks Eksportråd fra 2002 til 2006.
I 1994 blev han valgt ind i byrådet for De Konservative i Gentofte Kommune. Han var medlem indtil 2000.

## Privatliv
Høiris er gift og har tre børn og bor i dag på Østerbro. Tidligere boede han i Charlottenlund..